# Wir treten zum Beten

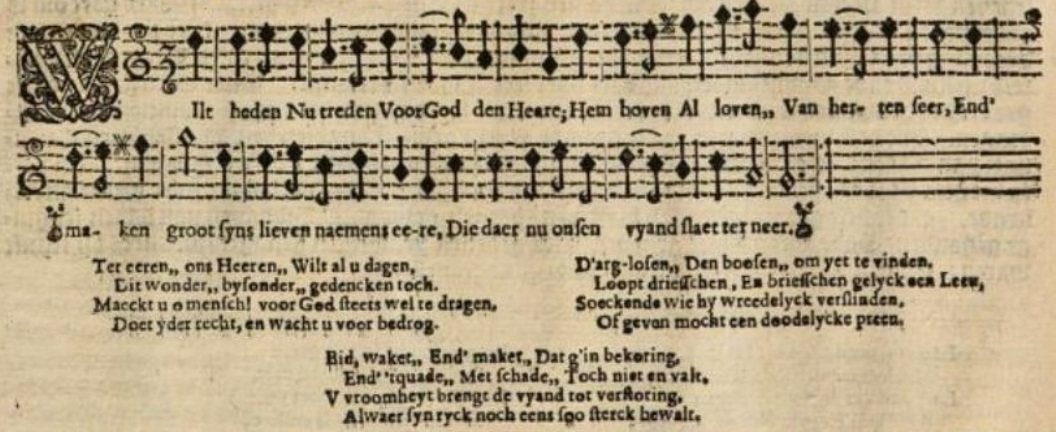
Wilt heden nu treden, Adriaen Valerius, Nederlandtsche Gedenck-Clanck 1626

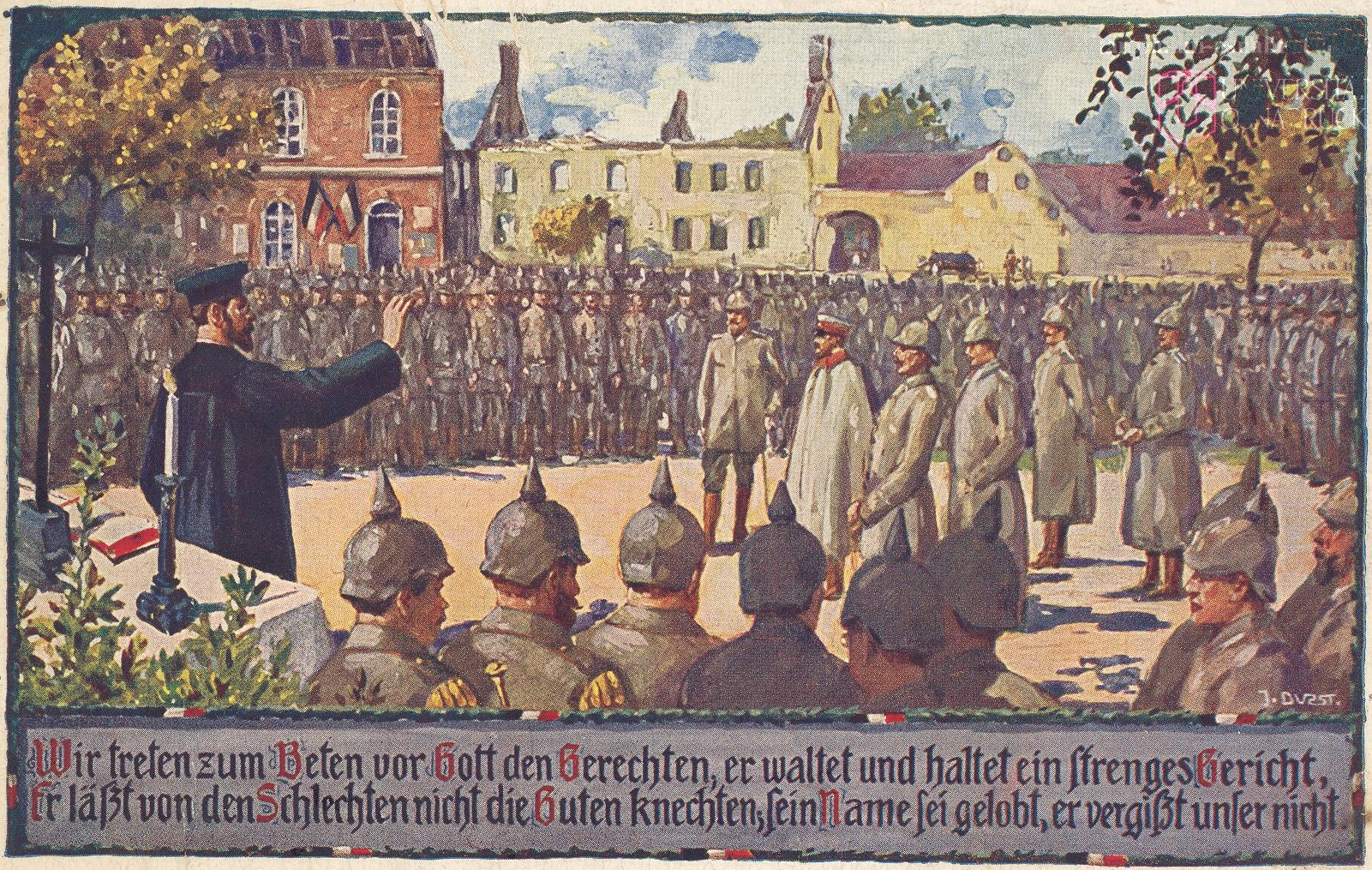
Wir treten zum Beten, Bildpostkarte aus dem Ersten Weltkrieg

Wir treten zum Beten (niederländischer Originaltitel: Wilt heden nu treden), auch bekannt als Altniederländisches Dankgebet, ist ein Lied niederländischen Ursprungs. Es findet sich erstmals in der von Adrianus Valerius zusammengestellten Sammlung Nederlandtsche Gedenck-clanck und entstand vermutlich im Zusammenhang des Sieges der Niederländer über die spanischen Truppen in der Schlacht von Turnhout 1597 während des Achtzigjährigen Krieges. Die Melodie stammt von dem Volkslied Hey, wilder dan wilt, wie sal mij temmen (Hei, wilder als wild, wer soll mich zähmen) aus dem 16. Jahrhundert.

## Text
1

2

3

4
Adrianus Valerius, 1626

Original

WIlt heden Nu treden

Voor God den Heere;

Hem boven Al loven,,

Van herten seer,,

End’ maken groot syns

lieven naemens eere,

Die daer nu onsen

vyand slaet ter neer.

Ter eeren,, ons Heeren,,

Wilt al u dagen,

Dit wonder,, bysonder,,

gedencken toch.

Maeckt u o mensch!

voor God steets wel te dragen,

Doet yder recht, en

wacht u voor bedrog.

D’arg-losen,, den boosen,,

om yet te vinden,

Loopt driesschen, En briesschen

gelyck een Leeu,

Soeckende wie hy 

wreedelyck verslinden,

Of geven mocht 

een doodelycke preeu.

Bid, waket,, End’ maket,

Dat g’in bekoring,

End’ ’tquade,, Met schade,,

Toch niet en valt.

U vroomheyt brengt

de vyand tot verstoring,

Alwaer syn ryck noch

eens soo sterck bewalt.
Karl Budde, 1901

Übersetzung

Wollt heute nun treten

vor Gott den Herrn,

Ihn über alles loben 

von Herzen sehr,

Und machen groß seines 

lieben Namens Ehre,

Der da uns unseren 

Feind schlägt darnieder.

Zu Ehren unsers Herrn 

wollt all eure Tage

Dieses Wunders besonders 

gedenken doch;

Befleißige dich, o Mensch, 

vor Gott stets eines guten Betragens,

Tut ein jeder recht und 

hütet euch vor Betrug!

Arglose, der Böse, 

um etwas zu finden,

Läuft drohend und brüllend

gleich einem Löwen,

Suchend, wen er

grausamlich verschlingen

Oder geben könnte

einen tödlichen Streich.

Betet, wachet und machet,

daß ihr in Verführung

Und das Böse

nicht fallet!

Eure Frömmigkeit bringt

den Feind zur Zerstörung,

Wäre auch sein Reich noch

einmal so stark bewallt.
Karl Budde, 1901

Liedtext

Siegesfeier [1597]

Wir treten zum Beten

vor Gott den Herren,

ihn droben zu loben

mit Herz und Mund:

So rühmet froh seins

lieben Namens Ehren,

der jetzo unsern Feind

warf auf den Grund!

Zu Ehren des Herren

wollt, weil ihr lebet,

ihm danken ohn Wanken

dies Wunder gross.

Vor Seinem Aug stets

rein zu wandeln strebet,

thut Recht und sagt von Lug

und Trug euch los!

Der Böse, Arglose

zu Fall zu bringen,

schleicht grollend und brüllend,

dem Löwen gleich,

und suchet, wen er

grausam mag verschlingen,

wem er versetzen mag

den Todesstreich!

Wacht, flehet, bestehet

im guten Streite,

mit Schande in Bande

der Sünd nicht fallt!

Dem frommen Volk gibt

Gott den Feind zur Beute,

und wär noch eins so gross

seins Reichs Gewalt!
Josef Weyl, 1877

freie Nachdichtung

Dankgebet

Wir treten mit Beten

vor Gott den Gerechten,

er waltet und haltet

ein strenges Gericht,

er läßt von den Schlechten

nicht die Guten knechten,

sein Name sei gelobt,

er vergißt unser nicht.

Im Streite zur Seite

ist Gott uns gestanden,

Er wollte, es sollte

das Reich siegreich sein;

Da ward, kaum begonnen,

die Schlacht schon gewonnen,

Du Gott, warst ja mit uns,

der Sieg, er ward dein:

Wir loben dich oben,

du Lenker der Schlachten,

Und flehen, mögst stehen

uns fernerhin bei,

Daß deine Gemeinde

nicht Opfer der Feinde,

Dein Name sei gelobet;

o Herr, mach’ uns frei!
Üblicherweise sind zwei Zeilen von hier in einer Zeile gesetzt. Die dritte Strophe (die ein biblisches Motiv aus 1. Petr 5,8 ausführt) wird auch in niederländischen Texten heute oft ausgelassen. Sie war im Druck von 1871 nicht in der Partitur, sondern nur als Anmerkung auf Seite 41 vorhanden. Dies mit der Bemerkung, dass sie nicht gut gemacht sei.

## Nachwirkung
Die Lieder des Gedenck-clanck wurden im 19. Jahrhundert wiederentdeckt. Neben dem Wilhelmus, der bald zur Hymne der Niederlande wurde, fand vor allem Wilt heden nu treden voor God, den Here großen Anklang. In der deutschen Übersetzung des einer jüdischen Familie entstammenden Dichters  Joseph Weyl (1821–1895) und dem Arrangement für Singstimmen und Klavier des Wiener Komponisten und Musikdirektors Eduard Kremser (1838–1914) wurde Wir treten zum Beten vor Gott, den Gerechten nach der Veröffentlichung von Sechs Altniederländische Volkslieder (1877) schnell sehr beliebt, vor allem durch den persönlichen Einsatz Kaiser Wilhelms II. Das Lied wurde Bestandteil des Großen Zapfenstreichs und häufig bei Anlässen besonderer Bedeutung gespielt. Es entwickelte sich geradezu zum Inbegriff der Thron-und-Altar-Zivilreligion des Kaiserreiches.
In der Zeit des Nationalsozialismus wurde das Lied bewusst bei Massenveranstaltungen eingesetzt, um ihnen eine würdevolle Weihe zu geben und um die angeblich gottgewollte Kontinuität des Dritten Reiches mit dem Deutschen Reich zu betonen. So zum Beispiel am 9. April 1938 im Anschluss an die Rede Hitlers in Wien:
„Danach Niederländisches Dankgebet, gesungen vom Wiener Männergesangsverein. Die Nation singt mit. Bei der dritten Strophe läuten alle Glocken der Kirchen im Reichsgebiet.“
Gott, der Gerechte wurde zu einer Metapher für die „Vorsehung“, und das Lied verkam zur Durchhalteparole. Als solche ist es unter anderem in den Filmen Fridericus Rex und Kolberg (1943/45) sowie in Joseph Vilsmaiers Stalingrad (1993) zu hören. 
Zur gleichen Zeit wurden die Geusenlieder jedoch auch von der niederländischen Widerstandsbewegung neu entdeckt und gegen die deutschen Besatzer gesungen.
Auch in England und Amerika hatte das Lied seit seiner Wiederentdeckung im 19. Jahrhundert schnell Anhänger gefunden. Hier entwickelte sich We gather together, die Übersetzung von Theodore Baker (1894) zu einem festen Bestandteil des Lied-Repertoires zu Thanksgiving. 1902 schuf Julia Bulkley Cady Cory eine neue, etwas entschärfte Übersetzung: We praise thee, o God, our Redeemer. 
In Amerika wird das Lied in zahlreichen Arrangements (unter anderem der Boston Pops) bei Konzerten zum 4. Juli oder zu Thanksgiving gespielt bzw. gesungen; in Deutschland dagegen wird es außerhalb seiner nach wie vor traditionellen Verwendung beim Feierlichen Gelöbnis der Bundeswehr kaum noch gespielt. 
Möglicherweise ist es durch seinen Gebrauch in der NS-Zeit noch kompromittiert.